# Fun Boy Three
I Fun Boy Three sono stati un gruppo new wave britannico attivo dal 1981 al 1983. La band ha pubblicato due album di successo ed era composto da tre ex membri dei The Specials.

## Formazione
- Terry Hall
- Lynval Golding
- Neville Staple

## Discografia
Album studio
- 1982 - Fun Boy Three
- 1983 - Waiting

Singoli
- 1981 - The Lunatics (Have Taken Over the Asylum)
- 1982 - It Ain't What You Do (It's the Way That You Do It) (con Bananarama)
- 1982 - Really Saying Something (con Bananarama)
- 1982 - The Telephone Always Rings
- 1982 - Summertime
- 1982 - The More I See (The Less I Believe)
- 1983 - The Tunnel of Love
- 1983 - Our Lips Are Sealed
- 1983 - The Farm Yard Connection